# Goana după aur (film din 1925)
Goana după aur (în engleză The Gold Rush) este un film mut alb-negru de lung-metraj de comedie din 1925 scris, produs și regizat de Charlie Chaplin care joacă și rolul căutătorului singuratic de aur. În alte roluri interpretează actorii Georgia Hale, Mack Swain, Tom Murray și Malcolm Waite.

## Distribuție
- Charlie Chaplin (ca The Tramp) - The Lone Prospector
- Georgia Hale - Georgia
- Mack Swain - Big Jim McKay
- Tom Murray - Black Larsen
- Malcolm Waite - Jack Cameron
- Henry Bergman  - Hank Curtis
- Stanley "Tiny" Sandford - Barman (nemenționat)
- Sam Allen - Man in Dance Hall

## Legături externe
- The Gold Rush la Internet Movie Database
- The Gold Rush la Rotten Tomatoes
- The Gold Rush la Allmovie
- The Gold Rush la Box Office Mojo
- The Gold Rush la TCM Movie Database
- The Greatest Films: The Gold Rush
- Bibliography

## Vezi și
- Listă de filme de comedie din anii 1920
- Listă de filme cu ratingul 100% pe Rotten Tomatoes
- Listă de filme din domeniul public
- Listă de filme americane din 1925
- Listă de filme americane de comedie